# Eccidio di Marzano di Nola
L'eccidio di Marzano di Nola fu una strage compiuta dai francesi nel culmine della Rivoluzione partenopea il 26 aprile 1799 a Marzano di Nola, comune della provincia Terra di Lavoro nel Regno di Napoli.

## I fatti
Dal 1788 era diventato parroco di Marzano di Nola don Venanzio della Pietra. Monarchico e fedele a Re Ferdinando IV, aveva accolto il messaggio proferito dal Vescovo di Nola, monsignor Monforte, il quale era dedito alla predicazione antirepubblicana. Ai Francesi giunse notizia di forti sentimenti contrari nel piccolo paese dell'Agro Nolano e di conseguenza inviarono una spedizione punitiva.
Il 26 aprile del 1799 il parroco del paese, avvertito dal vescovo di questa prossima visita, allarmò immediatamente tutti i cittadini, i quali, con armi di fortuna, subito si stanziarono nei pressi della Torre, varco di accesso al paese, per difendere Marzano dall'invasione francese.
I Francesi si presentarono al varco con una imponente truppa di cavalleria guidata dal generale Giuseppe Schipani. Dopo alcune ore di conflitto, i Marzanesi vennero messi in fuga mentre il parroco si stava dirigendo verso paesi limitrofi in cerca di aiuto. Don Venanzio venne ucciso prima di riuscire ad adempiere al suo compito. Morirono, oltre al parroco, 10 persone.

## Elenco delle vittime
- Don Venanzio della Pietra
- Onofrio Andreoli
- Emanuele Recupido
- Santolo Graziano
- Domenico Addeo
- Giovanni Corbisiero
- Angelo Ariano
- Raffaele Ariano
- Salvatore Ariano
- Giovanni Manna
- Lorenzo Corbisiero